# 大川美雄
大川 美雄（おおかわ よしお、1922年12月3日 - 2008年12月9日）は、日本の外交官。外務省国際連合局長や、駐フィリピン特命全権大使、駐カナダ特命全権大使などを歴任した。

## 人物・経歴
大阪府出身。旧制灘中学校、第三高等学校文科丙類を経て、1946年東京帝国大学法学部卒業。在連合王国日本国大使館一等書記官を経て、1964年外務省経済局スターリング地域課長。1965年外務公務員採用上級試験委員（英語）。
1967年外務省国際連合局政治課長。1969年在フィリピン日本国大使館参事官。1970年在ジュネーヴ日本国総領事館総領事、在ジュネーヴ国際機関日本政府代表部参事官。
1975年外務省国際連合局長。1979年軍縮委員会日本政府代表部特命全権大使。1982年駐フィリピン特命全権大使。1986年駐カナダ特命全権大使。
退官後、東京銀行顧問、日本交通公社顧問、東洋英和女学院大学客員教授などを務めた。1993年勲二等旭日重光章受章。2008年叙従三位。2008年12月9日、心不全のため死去。